# برآمدگی کوچک دوازدهه
برآمدگی کوچک دوازدهه (به انگلیسی: Minor duodenal papilla) دهانه مجرای جانبی پانکراس به بخش دوم نزولی دوازدهه است.
برآمدگی کوچک دوازدهه در بخش دوم دوازدهه قرار دارد. در ۲ سانتی‌متری نزدیک برآمدگی بزرگ دوازدهه واقع شده‌است، و بنابراین، در ۵–۸ سانتی‌متری از دهانه پیلور قرار دارد. شریان معده دوازدهه در عقب قرار دارد.